# Romániai Német Néppárt
A Romániai Német Néppárt (németül Deutsche Volkspartei in Rumänien, románul Partidul Poporului German din România) nemzetiszocialista politikai párt Romániában 1935 és 1938 között, amelynek célja a romániai németek képviselete volt.

## Története
A párt 1935. április 22-én alakult meg Billéden a Romániai Német Párt Alfred Bonfert, Waldemar Gust és Wilhelm Staedel körül csoportosuló radikális szárnyából. Az 1935 és 1938 közötti időszakot a két párt közötti viták jellemezték. 1937-ben az ellentét odáig fajult, hogy Bukovinában két népi tanácsot választottak, és mindkettő arra törekedett, hogy a német lakosság egyedüli képviselője legyen. Az 1937. decemberi országgyűlési választásokon az önállóan induló Volkspartei a képviselőházban 4, a szenátusban 3 helyet szerzett.
A vita végül a Német Birodalom beavatkozásával dőlt el, amely a Fritz Fabritius által vezetett, nagyobb népszerűségnek örvendő mérsékelt, de szintén nemzetiszocialista csoportot favorizálta.
1938. március 30-án az összes romániai pártot feloszlatták, köztük a Német Néppártot is.